# Band Kids
Band Kids é um programa infanto-juvenil transmitido pela Bandeirantes, pautado na exibição de animações e seriados. Estreou em 14 de agosto de 2000 sob o comando de Renata Sayuri na pele da personagem Kira, uma criação lúdica para atrair o público, uma vez que a maioria das atrações eram animes japoneses. Eventualmente é exibido como tapa-buraco de programação.

## História

### 2000–02: Primeira fase

Abertura do programa em 2000, com Renata Sayuri.

Em 14 de agosto de 2000 o programa estreia sob o comando de Renata Sayuri, escolhida exatamente pela ascendência oriental, para que pudesse incorporar a personagem Kira, uma vez que a atração era pautada majoritariamente em animes japoneses. Diferente dos demais programas infantis, o Band Kids não era composto de jogos, números musicais, plateia ao vivo ou competições, trazendo apenas a apresentadora conversando brevemente com o público entre uma animação e outra, além de ler e-mails e cartas e dar dicas sustentáveis. Originalmente o programa ia ao ar de segunda a sexta-feira às 15h, tendo como principais atrações Dragon Ball Z, Bucky, Cadillacs e Dinossauros O Mago e Os Seis Biônicos. Devido à boa repercussão, chegou a ser recordista de cartas na Band, com 60 mil ao mês.
Em janeiro de 2001, mudou de horário, das 16h às 18h, uma vez que a emissora visava expandir a programação feminina pela manhã. Em março daquele ano a Rede Globo adquiriu os direitos de Dragon Ball Z, após o fim do contrato da produtora da animação com a Bandeirantes, que continuou, no entanto, a realizar reprises do programa. Em 4 de junho de 2001, Band Kids é reformulado, agora sem a apresentadora Kira (Renata Sayuri), iniciando direto nas animações.
Em 29 de junho de 2002, passa a entrar às 13h30min, indo até às 16h.
No início de 2003 o programa já não era mais exibido pela Bandeirantes.

### 2004–09: Mudanças de apresentadores
Em 2004 Kelly Key assina com a Band para estrear um programa diário nos moldes da MTV Brasil, porém, enquanto o formato estava sendo elaborado, a cantora passa a comandar o retorno do Band Kids a partir de 5 de julho. A atração voltou à ser exibida nas tardes de segunda à sexta-feira, entre 15h e 17h, tendo apenas Os Cavaleiros do Zodíaco na grade, além da apresentadora lendo e-mails e discutindo curiosidades sobre a animação. Durante o programa Kelly descobriu que estava grávida e, em 31 de dezembro, deixa o comando para entrar em licença-maternidade, não renovando o contrato com a emissora. Em 2005 o programa passou a não ter apresentador novamente, continuando a exibir apenas Os Cavaleiros do Zodíaco a partir das 13h10 durante uma hora. No mesmo ano o programa deixa de ser exibido durante a semana, indo para as manhãs do sábado e adquirindo novos títulos como Yu Yu Hakusho, Patlabor e Tenchi Muyo!, e, logo depois, passa para o domingo antes de sair do ar. Em 2 de outubro de 2006 a Band estreia o Pic Nick, investindo em seriados da Nickelodeon para o público adolescente, extinguindo de sua programação o Band Kids.
Em 20 de agosto de 2007 retorna aos domingos às 11h30 com duas horas de duração sob a apresentação do Luciano Amaral, porém restrito apenas para as praças de São Paulo e Brasília. Na época o programa apresentava animações como Monster Rancher, Mr. Bean, A Lenda do Dragão, entre outros. Um mês depois Luciano deixa a emissora para apresentar o Hit Tvê, na RedeTV!, gerando um novo cancelamento do programa. Em 2009 a emissora negociou a volta de Luciano, porém ele não aceitou. O programa reestreia apenas em 5 de outubro de 2009, apresentado por um quarteto de crianças formado por Giovanna Grigio, Thiago Falango, Lucas Gonçalves e João Gabriel Caprioli, os quais conversavam com o público entre as animações e contavam curiosidades das atrações, buscando um formato similar ao da TV Globinho. Também é firmada uma parceria com a Nickelodeon para exibir seriados como iCarly, Zoey 101 e Drake & Josh e desenhos animados como Ei Arnold!, Jimmy Neutron, A Vida Moderna de Rocko e Invasor Zim.

### 2010–14: Exibição sem apresentadores e Grande Foco nas produções da Nickelodeon
Em 15 de março de 2010 as quatro crianças são dispensadas, voltando à não ter um apresentador, e o programa perde 45 minutos do total, uma vez que a Band passa a apresentar a  série de televisão argentina Quase Anjos a partir das 9h15. O bom desempenho do seriado se refletiu no Band Kids, fazendo com que as animações chegassem aos 3 pontos de audiência e ultrapassassem o Bom Dia & Companhia alguns dias.  Em 2011 volta à grade do programa Os Cavaleiros do Zodíaco após pedidos do público, a estreia de diversas temporadas de Power Rangers, algumas vindas da Rede Globo, além da, até então inédita no Brasil, nova série de Os Cavaleiros do Zodíaco, chamada de Cavaleiros do Zodíaco: Hades. Em 2012 passam a ser exibidos novos desenhos e seriados da Nickelodeon, como Brilhante Victória  True Jackson VP , Supha Ninjas,   Danny Phanton , Fanboy e Chum Chum,   Big Time Rush,  , além de Animes da Franquia Dragon Ball Dragon Ball GT e Dragon Ball Kai. Até 2013 o programa passou a transmitir em maior parte seriados da Nickelodeon como Kenan e Kel ,Icarly,  Supah Ninjas , no mesmo ano ocorreram estreias de desenhos como  Transformers Prime , As Tartarugas Ninjas (de 2012) , e O Segredo dos Animais,. Em 2014, com o fim da programação infantil na Rede Globo, o Band Kids também começa a apresentar Os Padrinhos Mágicos, ficando no ar até o final daquele ano, quando foi substituído pela exibição dos seriados de forma independente  Nesse Mesmo Período  Também Ocorre a Estreia De Novos Desenhos Como Planeta Sheen e Tuff Puppy no Bloco .

### 2020–presente: Retorno da exibição em algumas regiões
A partir de 28 de março o canal voltou a utilizar o nome do bloco Band Kids após um ano da estreia do bloco infantil Mundo Animado, desta vez exibindo-o às manhãs de sábado e domingo para São Paulo e demais emissoras da Band sem programação local no horário. Atualmente o bloco exibe animações anteriormente exibidas pelo Mundo Animado. Exibe atualmente os desenhos O Diário de Mika e Os Chocolix.

## Atrações anteriores
- B-Daman Crossfire
- Beyblade Burst
- Super Onze
- Rob, o Robô
- Pac-Man e as Aventuras Fantasmagóricas
- O Diário de Mika
- Dragon Ball Super
- Tainá e os Guardiões da Amazônia
- Doraemon
- Os Chocolix

## Parceria Com A Nickelodeon
A Band Possui Em Grande Acervo Algumas Produções da Nickelodeon. , As Produções Da Nickelodeon Já Exibidas No Band Kids São  

Icarly.    
Drake e Josh.    
As Aventuras de Jimmy Neutron o Menino Gênio  
A Vida Moderna de Rocko. 
invasor Zim.   
Zoey 101.   
Danny Phanton.   
Os Padrinhos Mágicos.   
Os Castores Pirados.   
A Garota Robô.  
O Segredo Dos Animais.  
El Tigre.    
Mighty B.  
Supha Ninjas.    
Hey Arnold.    
Rugratts.   
Cat Dog.  
Kenan e Kel.  
Brilhante Victória.    
As Tartarugas Ninjas (2012)   
True Jackson.    
Big Time Rush.   
Fanboy e Chum Chum.   
Planeta Sheen.    
Tuff Puppy.  
Grachi.   
Isa Tkm